# Alkanna maleolens
Alkanna maleolens är en strävbladig växtart som beskrevs av Joseph Friedrich Nicolaus Bornmüller. Alkanna maleolens ingår i släktet Alkanna och familjen strävbladiga växter. Inga underarter finns listade i Catalogue of Life.